# Tom Wood (scrittore)
Tom Wood, pseudonimo di Tom Hinshelwood (Burton upon Trent, 1978), è uno scrittore britannico di thriller.

## Biografia
Ha iniziato a lavorare come editor freelance e film-maker, per poi assurgere a fama internazionale grazie al suo primo romanzo Killer. 
Tutti i suoi romanzi hanno come protagonista il personaggio di Victor, un assassino a pagamento dalla mente fredda e logica. 
Nel 2014 i diritti del franchise legato a questo personaggio sono stati acquistati da StudioCanal.
Vive e lavora a Londra.

## Opere
- Killer [The Hunter], Timecrime, 2013  [2011], ISBN 978-88-6688-059-2.
- Nemico [The Contract], Timecrime, 2013  [2012], ISBN 978-88-6688-093-6.
- Il gioco [The Game], Timecrime, 2014  [2013], ISBN 978-88-6688-160-5.
- La caccia [Better Off Dead], Timecrime, 2015  [2014], ISBN 978-88-6688-240-4.
- Il giorno più buio [The Darkest Day], Timecrime, 2016  [2015], ISBN 978-88-6688-279-4.
- Nessuna scelta [A Time To Die], TimeCrime, 2018  [2016], ISBN 978-88-347-3555-8.
- Scontro finale [The Final Hour], Time Crime, 2020  [2017], ISBN 978-88-347-3859-7.
- Uccidi per me [Kill For Me], Time Crime, 2021  [2018], ISBN 978-88-668-8406-4.
- Un uomo tranquillo [A quiet man], Time Crime, 2022  [2021], ISBN 978-88-668-8467-5.
- Il traditore [Traitor], Time Crime, 2024  [2022], ISBN 978-88-668-8609-9.